# Val-d’Aigoual
Val-d’Aigoual község Franciaország Okcitánia régiójában, Gard megyében. Új községként 2019. január 1-jén jött létre két korábbi község: Valleraugue és Notre-Dame-de-la-Rouvière egyesítésével. Lakosainak száma 1418 fő (2022. január 1.).

## Népesség
| Lakosok száma | 1431 | 1420 | 1415 | 1419 | 1418 | 1418 |
|               | 2017 | 2018 | 2019 | 2020 | 2021 | 2022 |